# Scutacaridae
Scutacaridae zijn  een familie van mijten. Binnen de Heterostigmata is het de grootste familie met 25 geslachten en meer dan 800 soorten.

## Taxonomie
De volgende taxa zijn bij de familie ingedeeld:
- Geslacht Archidispus Karafiat, 1959[3]
  - Archidispus amarae (Kurosa, 1970)
  - Archidispus armatus (Karafiat, 1959)
  - Archidispus brevisetus Mahunka, 1964
  - Archidispus minor (Karafiat, 1959)
  - Archidispus magnificu (Karafiat, 1959)
- Geslacht Diversipes
- Geslacht Gerdalbertia Khaustov, Hugo-Coetzee Ermilov, 2017[4]
  - Gerdalbertia elongata Khaustov, Hugo-Coetzee Ermilov, 2017[4]
- Geslacht Heterodispus
  - Heterodispus capensis Paoli, 1911
  - Heterodispus foveatus Jagersbacher-Baumann and Ebermann, 2012
- Geslacht Imparipes Berlese, 1903
  -  Imparipes histricinus Berlese, 1903
- Geslacht Pygmodispus
  - Pygmodispus angulosus Mahunka, 1979
- Geslacht Scutacarus
  - Scutacarus endroedii Mahunka, 1979
- Geslacht Thaumatopelvis Mahunka, 1973[5]